# Cytaeis niotha
Cytaeis niotha is een hydroïdpoliep uit de familie Cytaeididae. De poliep komt uit het geslacht Cytaeis. Cytaeis niotha werd in 1959 voor het eerst wetenschappelijk beschreven door Pennycuik. 